# Светлогорское (Краснодарский край)
Светлого́рское — село в Абинском районе Краснодарского края России.
Административный центр Светлогорского сельского поселения.

## География
Село находится в южной части Приазово-Кубанской равнины, на расстоянии 4 км к юго-востоку от города Абинск, административного центра района.

## История
В 1994 году посёлку центральной усадьбы Абинского плодосовхоза присвоено наименование село Светлогорское.

## Население
| 2002 | 2010 |
| ---- | ---- |
| 669  | ↗695 |

## Улицы
| - ул. Весенняя, - пер. Весёлый, - ул. Евдокимова, - ул. Есенина, - ул. Западная, | - ул. Лесная, - пер. Лесной, - ул. Молодёжная, - пер. Молодёжный, - ул. Набережная, | - ул. Пионерская, - ул. Садовая, - пер. Северный, - ул. Центральная. |

## Инфраструктура
В селе действует средняя общеобразовательная школа № 9.